# Stöde kanal
Stöde kanal er en kanal som ligger i Medelpad, i Västernorrlands län, i elven Ljungan mellem Torpsjön og Stödesjön.
Kanalen blev bygget 1864-70 og er 48 kilometer lang, hvoraf 0,7 kilometer er bearbejdet. Kanalen er 1,5 meter dyb. I forbindelse med at trafikken på Sundsvall-Torpshammars Järnväg åbnede, ophørte trafikken på Stöde kanal 1877. I 1880 blev vedligeholdspligten hævet.